# Martin MB
 (décembre 2019).
Si vous disposez d'ouvrages ou d'articles de référence ou si vous connaissez des sites web de qualité traitant du thème abordé ici, merci de compléter l'article en donnant les références utiles à sa vérifiabilité et en les liant à la section « Notes et références ».
Le Martin MB est un avion biplan bimoteur américain de l’entre-deux-guerres. Dessiné par Donald Douglas, il fit l'objet de nombreuses versions de bombardement, torpillage et même transport. C'est aussi le premier bombardier lourd de conception américaine à entrer en service dans l'United States Army Air Service.

## Conception
Fin 1917 Glenn L. Martin se retira de Wright-Martin Corp of California pour former la Glenn L. Martin Aircraft Company à Cleveland, Ohio. Un des premiers programmes sur lesquels travailla la nouvelle entreprise consista à tenter de réaliser à la demande de l’US Army un bombardier capable de rivaliser avec les Caproni Ca-5 et Handley-Page O/400 dont on s’apprêtait à lancer la production chez Standard Aircraft (en) à Elizabeth, New Jersey. L’appareil dessiné par Donald Douglas était un biplan à structure en bois et revêtement entoilé entraîné par deux moteurs Liberty 12A de 400 ch suspendus dans l’entreplan. Le train d’atterrissage comprenait 4 roues montées sur un essieu unique et l'empennage était bidérive. Triplace, l’appareil est défendu par 5 mitrailleuses de 7,62 mm, soit deux pour le bombardier à l’avant du fuselage, deux en poste ouvert dorsal juste derrière la voilure et une arme ventrale. La charge de bombes en soute ventrale pouvait atteindre 470 kg.

## Martin MB-1
6 appareils furent commandés le 17 janvier 1918 sous la désignation GMB (Glenn Martin Bomber). Tout en lançant la construction des prototypes, Martin fit construire un hall de montage de 5 600 m2 pour assurer la production de série future. Le premier exemplaire prit l’air, selon les sources, le 15 ou le 17 août 1918 et démontra immédiatement de bonnes performances. La commande fut donc portée à 50 exemplaires le 22 octobre suivant, puis ramenée à 10 en janvier 1919, la guerre étant terminée en Europe. Le dernier exemplaire fut livré en février 1920. Ces dix bimoteurs [39055/39060 et 62948/62951], devenus sans utilité, furent affectés à McCook Field pour des essais opérationnels dans divers rôles, compte tenu de leurs performances et de leur taille relativement faible :

### Martin GMB
4 appareils achevés comme bimoteurs d’observation et trois comme bombardiers.

### Martin GMT
Le [62949] destiné à des vols de très longue distance (Glenn Martin Transcontinental), avec une autonomie de 2 400 km.

### Martin GMC
Le [62950] modifié en chasseur d’escorte avec un canon de 37 mm à l’avant (Glenn Martin Canon).

### Martin GMP
Le [62951] transformé en avion de transport : l’armement était supprimé, la partie supérieure du fuselage relevé, des sièges pour 12 passagers et des hublots faisant leur apparition, ainsi qu’un vitrage fermant entièrement le poste de pilotage. La désignation GMP (Glenn Martin Passenger) fut par la suite modifiée en Martin T-1 (Transport-One).
À noter que 6 MB-1 furent modifiés en avions postaux et utilisés par l’US Postal Service quand le gouvernement américain décida de prendre en charge le transport postal début 1920. Par ailleurs le [39059] reçut à titre expérimental un troisième moteur, de type Hispano-Suiza. Les derniers MB-1 ne furent réformés qu’en 1931.

## Martin MBT
Début 1920 l’United States Navy commanda deux MB-1 [A5711/5712] modifiés pour pouvoir emporter une torpille de 750 kg, ce qui supposait de modifier le train principal en supprimant l’essieu central. Le second fut perdu sur accident au large de Hampton Roads, Virginie, le 15 avril 1922, le premier versé à l’USMC.

### Martin MT
Fin 1920 l’US Navy commande 8 nouveaux torpilleurs bimoteurs [A5713/5720]. Seul le [A5714] fut conservé par la Navy, les 7 autres appareils étant cédés à l’USMC. Pour tester à la fois ces appareils et les techniques de vol à longue distance, trois de ces appareils effectuèrent une traversée transcontinentale entre San Diego et Quantico en 11 jours.

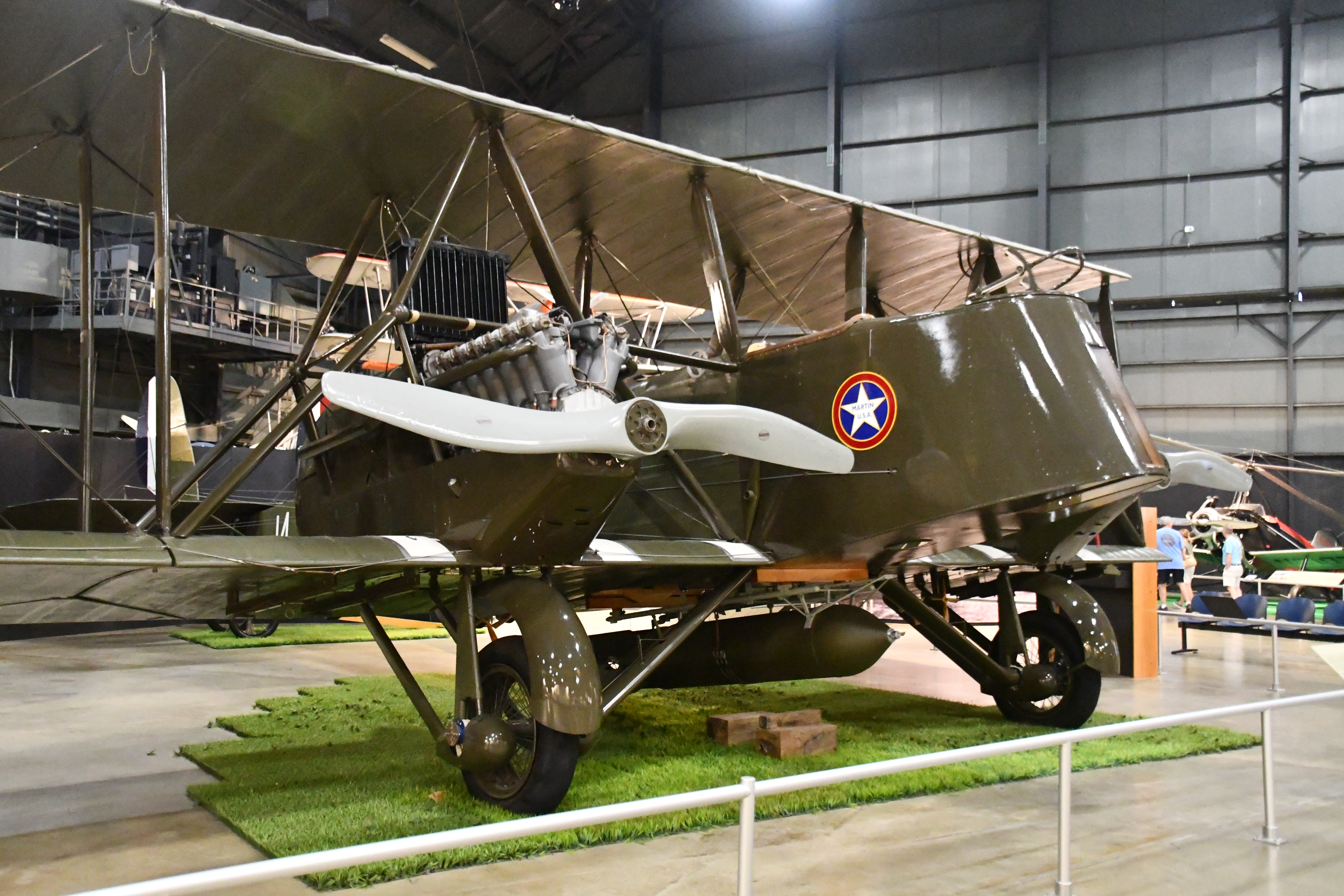
Martin MB-2 au National Museum of the USAF, Dayton, OH

## Martin MB-2
En juin 1920 l’USAAS commanda une version modifiée du MB-1, la cellule étant agrandie pour accroître la charge de bombes. Destiné au bombardement de nuit, on sacrifiait vitesse et maniabilité au profit de la charge utile. L’appareil subissait au passage quelques modifications : les moteurs étaient abaissés au niveau du plan inférieur, le train d’atterrissage était simplifié avec une roue de grand diamètre sous chaque fuseau-moteur. Enfin la partie de la voilure située à l’extérieur des moteurs se repliait vers l’arrière au niveau du longeron arrière pour faciliter le logement de l’avion dans un hangar. L’armement défensif était identique, mais le nouveau bombardier emportait jusqu’à 900 kg de bombes avec un équipage de 4 hommes. Ces appareils furent rebaptisés NBS-1 (Night Bomber-Short range) avec l’entrée en vigueur du nouveau système de désignation des aéronefs de l’USAAS en 1921. Aucun Martin MB n'ayant survécu, le modèle MB-2 présenté au National Museum of the USAF, Dayton, OH, est une reproduction grandeur nature.

### Martin NBS-1
10 appareils [64195/64214] produits par Glenn L. Martin à Cleveland. Martin proposa de produire 50 appareils supplémentaires, mais dans l’immédiat après-guerre l’Army Air Service achetait les droits sur les appareils qu’elle commandait, se réservant la possibilité de passer des commandes auprès d’industriels moins-disant ou de ventiler ses maigres commandes entre plusieurs fournisseurs pour soutenir l’industrie nationale. Martin ne produira donc que 10 des 130 NBS-1 construits et livrés à l’USAAS.

### Curtiss NBS-1
50 appareils [68478/68527] construits, les 20 derniers [68508/68527] étant équipés de compresseurs General Electric leur permettant théoriquement d’atteindre 7 724 m. En pratique ces compresseurs se révèlèrent particulièrement peu fiables, et il faudra attendre le Boeing B-17B pour avoir un bombardier utilisant des moteurs turbocompressés.

### LWF NBS-1
La firme Lowe, Willard & Fowler Engineering Company de College Point, New York bénéficia d’une commande de 35 exemplaires [68437/68471].

### Aeromarine NBS-1
Dernière commande, passée à Aeromarine Plane and Motor Company pour 25 appareils [22-201/225].

## En service
Les 130 NBS-1 seront répartis entre les 2d Bomber Group (11th, 20th, 49th et 96th Bomber Squadrons) basé à Langley, Virginie, 4th Composite Group (28th Bomber Squadron) stationné aux Philippines et 5th Composite Group (23rd et 72nd Bomber Squadrons) à Hawaii. Ils restèrent en service jusqu’à remplacement par des Keystone LB-5/LB-6 à la fin des années 1920.
Le 21 juin 1921 débuta au large des côtes de Virginie une série d’essais visant à étudier la capacité des avions à détruire des navires de combat et les mesures à apporter dans le domaine de la construction navale pour se protéger des avions. Devant l’insistance du brigadier général Billy Mitchell, qui souhaitait surtout prouver la supériorité de l’arme aérienne sur les flottes de guerre, l’USAAC fut invitée par l'US Navy à participer à ces démonstrations, les cibles utilisées étant des navires de guerre capturés à l’Allemagne. Le 13 juillet les NBS-1 coulèrent le destroyer G-102 et le 18 juillet le croiseur léger Frankfurt fut envoyé par le fond grâce à 74 bombes larguées par des avions de l’Army et de la Navy opérant en coordination. Le 20 juillet la cible était le cuirassé Ostfriesland, qui resta à flot malgré 52 bombes larguées par la Navy et le Marine Corps. Le lendemain les NBS-1 de l’US Army passèrent à l’attaque avec 11 bombes de 450 et 900 kg, achevant le navire.